# Verklaring Transgender

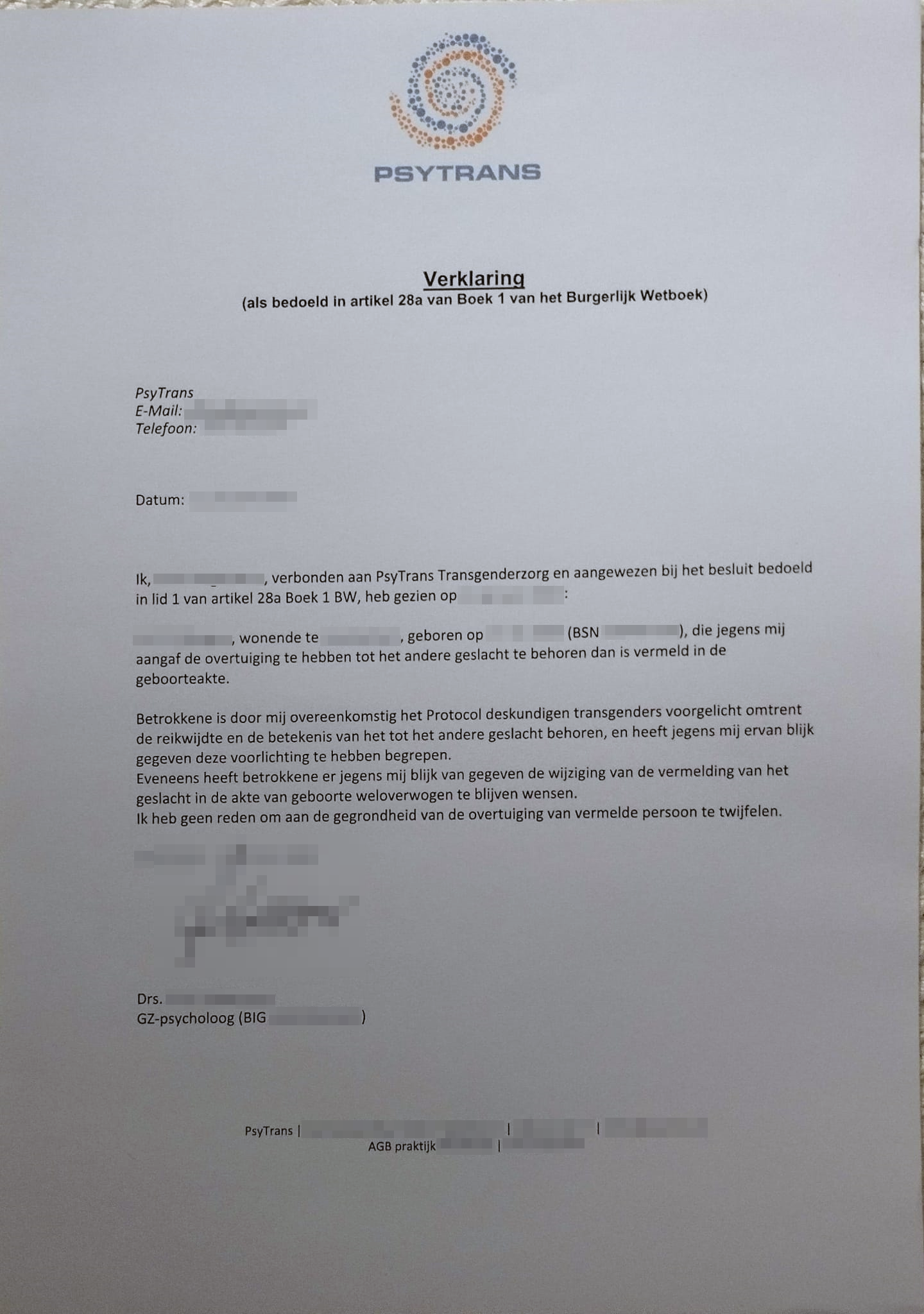
Een deskundigenverklaring (geanonimiseerd)

Een verklaring transgender, ook wel deskundigenverklaring genoemd, is een verklaring zoals bedoeld in artikel 28a van Boek 1 van het Nederlandse Burgerlijk Wetboek, waarmee een transgender persoon in de BRP het juridisch geslacht (en vaak de voornaam) kan laten wijzigen. De verklaring is vanaf de leeftijd van 16 jaar aan te vragen, en moet worden overgelegd bij de aangifte van de overtuiging tot het andere geslacht te behoren dan is vermeld in de akte van geboorte. Dit gebeurt bij de ambtenaar van de burgerlijke stand onder wie de betreffende akte berust.
Hoewel de kosten van transgenderdiagnostiek vaak (deels) vergoed worden door zorgverzekeraars, is dat niet het geval voor de kosten van de deskundigenverklaring. Deze bedragen anno 2024 €25-€65 plus de kosten voor de bijbehorende gesprekken. De totaalsom kan oplopen tot boven de €300 voor gesprekken en de verklaring. Hier komen ook nog de kosten van nieuwe identiteitsbewijzen bovenop. Sommige gemeenten kiezen ervoor om deze kosten (eventueel deels) te vergoeden.
De verklaring transgender staat los van eventuele medische behandelingen.

## Inhoud
Een deskundigenverklaring vermeldt conform artikel 28a van Boek 1 van het Burgerlijk Wetboek dat:
- degene op wie de aangifte betrekking heeft jegens de deskundige heeft verklaard de overtuiging te hebben tot het andere geslacht te behoren dan is vermeld in zijn akte van geboorte;
- degene op wie de aangifte betrekking heeft jegens de deskundige er blijk van heeft gegeven diens voorlichting omtrent de reikwijdte en de betekenis van deze staat te hebben begrepen en de wijziging van de vermelding van het geslacht in de akte van geboorte weloverwogen te blijven wensen;
- de deskundige geen gegronde reden heeft om te twijfelen aan de gegrondheid van de bedoelde overtuiging.

Verder bevat de verklaring in de regel ook de gegevens van de deskundige (waaronder BIG-registratie), de gegevens van de zorginstelling waar deze werkzaam is en de gegevens van degene die aangifte doet.

## Deskundigen
Artsen, psychotherapeuten en gezondheidszorgpsychologen die geregistreerd staan in het BIG-register en minstens 1 jaar gemiddeld 16 uur per week in de transgenderzorg hebben gewerkt kunnen een aanwijzing 'deskundige transgenders' aanvragen mits zij een hiervoor bedoelde training aan het VU Medisch Centrum gevolgd hebben.
De lijst met zorgverleners die deze aanwijzing ontvangen hebben is openbaar beschikbaar via de uitvoeringsorganisatie van het ministerie van Volksgezondheid, Welzijn en Sport CIBG.

## Kritiek en politiek
Een wetsvoorstel dat in december 2019 in consultatie ging en op 4 mei 2021 werd ingediend door Sander Dekker (toenmalig minister voor Rechtsbescherming in het Kabinet Rutte-III) was een poging om de deskundigenverklaring te schrappen, en zo dus een vorm van zelfidentificatiewetgeving in te voeren. Na ruim anderhalf jaar begon de plenaire bespreking in de Tweede Kamer, waarin de fractie van de VVD aangaf niet bereid te zijn op dat moment steun te verlenen aan de wet ondanks de kabinetsdeelname van de partij en het feit dat minister Dekker die rol vervulde namens de VVD. Daarmee verloor het wetsvoorstel een kamermeerderheid. Bijna een jaar later werd het voorstel controversieel verklaard.
Kamerlid Lisa van Ginneken (D66) was in de Tweede Kamer en in de media een prominente voorvechter van het wetsvoorstel. Ze diende zelf 2 amendementen in om de nieuwe regeling verder te liberaliseren, enerzijds voor minderjarigen en anderzijds voor non-binaire personen.
De steun voor dit voorstel werd kenbaar gemaakt door onder andere een groot aantal deskundigen die de verklaring afgeven, die er weinig waarde aan zeiden te hechten in een onderzoek hiernaar. Het College voor de Rechten van de Mens keek positief naar het voorstel.
Het initiatief Gendertwijfel werd begin 2020 opgericht om tegen de wet te pleiten. Er werd een manifest uitgebracht dat al snel getekend werd door 'een collectief van conservatieve opiniemakers en organisaties'. Onder hen waren geen zorgverleners werkzaam in de transgenderzorg. Door het land verschenen op meerdere plekken reclames van het initiatief op bushokjes en het platform bracht een radiospotje uit. De Ster, de NPO en de Reclame Code Commissie ontvingen hierover veel klachten, omdat het spotje als beledigend werd gezien. De opdrachtgever voor het spotje was GezinsPlatformNL, een christelijke groep die naast de rechten van transgender mensen ook een 'losse seksuele moraal' bevecht. Wie de campagne heeft gefinancierd is nooit openbaar gemaakt.